# Anatol Rotaru
Anatol Rotaru (n. 14 octombrie 1949, Chișinău – d. 3 octombrie 2013, Chișinău) a fost un fizician, doctor abilitat în științe fizico-matematice, profesor universitar.

## Biografie
S-a născut la 14 octombrie 1949 în orașul Chișinău, într-o familie de muncitori. A absolvit școala fizico-matematică nr.32 din Chișinău (1967); Facultatea fizică-matematică, Catedra fizică teoretică a Universității de Stat din Moldova (1972); doctorand la Institutul de Fizică Aplicată al ASM, specialitatea Fizica teoretică și matematică (1976). A făcut post-doctoratul în cadrul aceluiași institut academic (1989), susținând cu succes teza de doctor abilitat în fizică și matematică în 1993. Ambele teze de doctor și de doctor abilitat le-a realizat sub conducerea cunoscutului savant cu mare pondere în fizica teoretică, acad. Sveatoslav Moscalenco.

## Activitatea științifică și didactică
Interesele științifice ale fizicianului Anatol Rotaru țin de teoria generală a autoorganizării sistemelor neliniare ierarhice și complexe (sinergetica), teoria haosului dinamic, teoria materiei condensate, optica neliniară, electronica cuantică, biofizica sinergetică, probleme globale ecologice, sinergetica umanitară și socială, organizarea și autoorganizarea sistemelor sociale, a științei și învățământului superior, istoria civilizațiilor.
Activitatea științifică a profesorului Anatol Rotaru s-a reflectat în circa 200 de lucrări științifice, inclusiv 3 monografii, publicate în țară și peste hotare (Rusia, SUA, Anglia, Germania, Olanda, Polonia etc.). În calitate de conducător științific a pregătit 9 doctori și doctori habilitați în științe fizico-matematice. Activitate didactică: a ținut prelegeri și cursuri speciale la Universitatea de Stat din Moldova – fizica generală și fizica sinergetică (Facultatea de fizică); chimia sinergetică (Facultatea de chimie); sinergetica ecologică (Institutul de Științe Reale al USM); sinergetica socială și umanitară (Institutul Internațional de Management al USM); modelarea matematică a sistemelor sinergetice (Facultatea de matematică și informatică a USM); aparatul matematic al sinergeticii (Facultatea de matematică și informatică a USM); Universitatea de Stat de Farmacie „Nicolae Testemițanu”. A fost vicepreședinte al Consiliului Rectorilor din Republica Moldova (1994–2000).
Prof. Anatol Rotaru s-a manifestat energic în activitatea socială în calitate de vicepreședinte al Academiei Internaționale de Informatizare (afiliată ONU), filiala R. Moldova; membru al Consiliului pentru decernarea Premiilor de Stat în domeniul Științei și Tehnicii din Republica Moldova; vicepreședinte al Comisiei de experți pe lângă Guvernul Republica Moldova pentru colaborarea științifică cu țările străine; expert principal al Comisiei de experți a Ministerului Economiei și Reformelor; președinte al Comitetului pentru decernarea Premiului Național în domeniul Științei și Tehnicii (2002-2004).
Savantul și profesorul Anatol Rotaru a deținut și importante funcții de stat: vice-ministru al științei și învățământului (1989–1992); consilier principal pentru cercetarea științifică și învățământ al Parlamentului Republicii Moldova (1992–1994); președinte al Consiliului Suprem pentru Știință și Dezvoltare Tehnologică din cadrul Guvernului R. Moldova (2000–2004); vicepreședinte al Consiliului Național pentru Acreditare și Atestare (2005–2008). Din 2009 activează în calitate de șef al Direcției politici, management și monitorizare în sfera științei și inovării a Consiliului Suprem pentru Știință și Dezvoltare Tehnologică al ASM, director la Consiliul Consultativ de Expertiza al ASM.
Distincții științifice: Laureat al Premiului Tineretului din Republica Moldova pentru Știință și Tehnică (1982); Laureat al Premiului Prezidiului ASM (1985); Laureat al Premiului Național în domeniul Științei și Tehnicii (2004); medalie de aur și medalie de argint – al V-lea Salon Internațional de Invenții și Tehnologii Noi „Новий час”, Sevastopol, Ucraina (2009).
Titluri academice: a fost ales membru al Academiei Internaționale de Informatizare (ONU); membru al Academiei de Științe din New-York; membru al Academiei Internaționale de Științe a Școlii Superioare (Moscova).

## Publicații
- Biblioteca Congresului SUA
- AMS MRlookup Arhivat în 12 iunie 2010, la Wayback Machine. (author: Rotaru, A.)
- ADS NASA 1979-2002